# Carlos Salcido
Carlos Salcido, född 2 april, 1980 i Ocotlán, Jalisco, är en mexikansk fotbollsspelare som spelar back i CD Guadalajara. Han har tidigare spelat i Mexikos landslag. 
Salcido inledde sin elitkarriär 2001 i Chivas där han spelade 105 matcher på fem halvsäsonger. Efter att ha gjort bra ifrån sig i fyra matcher i fotbolls-VM 2006 skrev han på ett fyraårskontrakt med PSV Eindhoven.